# 進徳丸
進徳丸（しんとくまる）は日本の船舶であり、練習船として使用された、4本マストの帆船である。
神戸高等商船学校の練習船として関東大震災の翌年の1924年に竣工し、帆船練習船として約21年、汽船練習船として約16年間、約1万1900名の船員を養成した。航海距離は約52万9000マイルに及んだ。
第二次世界大戦での被弾、炎上、着底、引き上げを経て、1963年3月31日に廃船となり、神戸港に係留されていたが、1967年に神戸商船大学キャンパス内に陸揚げされ、保存された。
1995年1月17日に発生した阪神・淡路大震災により大被害を受け、復旧・修理が不可能だったので1996年3月末までに解体された。跡地には2005年11月5日に進徳丸メモリアルという記念館が建てられた。進徳丸メモリアルには船首、機関部、マスト、船長公室等が残され見学が可能。

## 歴史
特記無き記述は、鈴木三郎による2冊の論文による。
神戸高等商船学校の練習船として使用する為、1923年（大正12年）7月に三菱造船神戸造船所で建造が開始された。その直後の9月1日に関東大震災が発生。12月9日に進水し、翌年2月25日に竣工した。
同年5月26日に北米カリフォルニア州のサンペドロまで処女航海した。以降、1941年（昭和16年）6月の第34次遠洋航海まで、北米海岸、中部太平洋、オーストラリアなどを中心に遠洋航海した。
1941年（昭和16年）の太平洋戦争開戦後、逓信省海務院の管轄となり1942年まで日本沿岸での航海練習に使用された。1943年（昭和18年）4月に航海訓練所に移管された。1944年9月に三菱造船神戸造船所で帆装が撤去され汽船練習船となった。
石炭輸送に従事していた1945年（昭和20年）7月24日に米軍の艦載機の攻撃を受け、火災を伴う大きな被害を受け、着底した。
引き上げ作業により1946年（昭和21年）8月19日に浮上した。修理後、学生の練習を再開しながら、引き揚げ輸送等にも参加した。1947年（昭和22年）12月には軍艦笠戸を曳航した。1956年10月にはナホトカからの引き揚げを行った。
1962年（昭和37年）12月20日に後継の進徳丸 (2代)に引き継ぎ、1963年（昭和38年）3月31日に廃船となった。

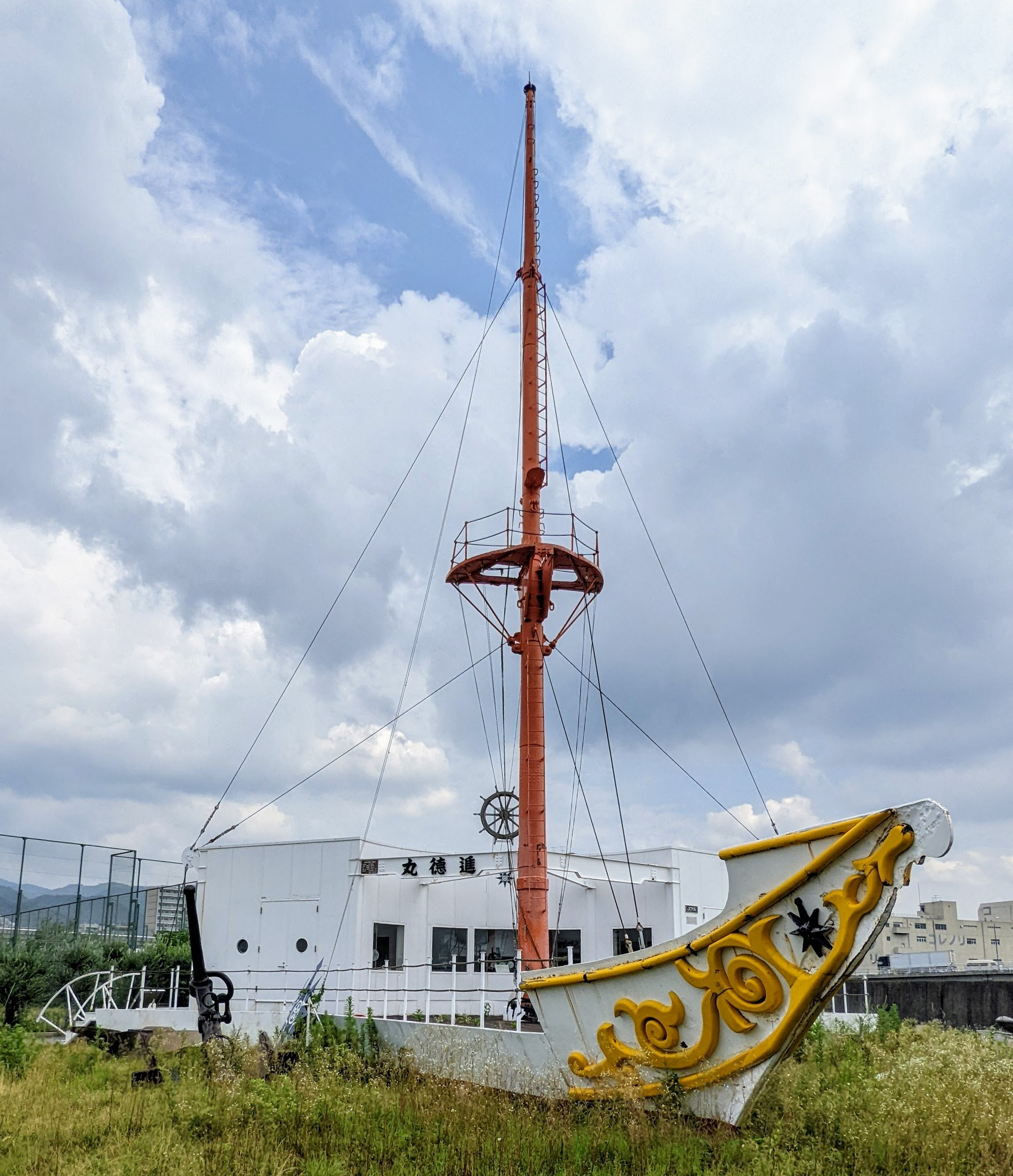
進徳丸メモリアル

その後は神戸港に係留されていたが、1967年（昭和42年）に神戸商船大学内に陸上船舶として設置され、陸上保存される事になり、青少年の研修施設として使用された。1995年（平成7年）1月17日に発生した阪神・淡路大震災により地盤ごと被害を受け、復旧・修理が不可能となってしまい、1996年（平成8年）3月末までに解体が完了した。跡地には2005年11月5日に進徳丸の一部の部品を使用して進徳丸メモリアルという記念館が建てられ、見学可能である。
1970年代には、ガンマ線の遮蔽効果の研究などに利用された事がある。

## 特徴
特記無き記述は、鈴木三郎による2冊の論文による。
建造当時、既に帆船練習不要論があった。本船においても海軍側の汽船論と文部省側の帆船論が対立したが、帆船形式となった。当時の帆船論には、国家財政に燃料費で負担をかける汽船は良く無い、船員育成には汽船より帆船の方が効率が良い、という意見も有った。
帆装形式について、大成丸と同じ4本マストのバーク型とするか、4本マストバーカンティン型とするか議論があったが、日本郵船の幹部の意見により旋回性能を重視して4本マストバーカンティン型とした。船体は日本の設計だが帆船に関する部分は英国の会社の設計である。日本の技術により神戸で初めて建造された船体だった。マストが高く一部マストのブームスルが大きすぎて取扱いに苦労したため、建造5年後に一部の帆を分割した。
船名の由来は諸説ある。